# USS Rhode Island (SSBN-740)
Pour les autres navires du même nom, voir USS Rhode Island.
L’USS Rhode Island (SSBN-740) est un sous-marin nucléaire lanceur d'engins américain de la classe Ohio, entré en service en 1993. C'est le 3e navire de l’US Navy à porter ce nom.

## Historique du service
Le 11 août 2009, le Rhode Island sauva 5 pêcheurs des Bahamas.